# Saint-Martin-sur-Lavezon
Saint-Martin-sur-Lavezon település Franciaországban, Ardèche megyében. Lakosainak száma 430 fő (2022. január 1.). Saint-Martin-sur-Lavezon Aubignas, Berzème, Meysse, Rochemaure, Saint-Bauzile, Saint-Pierre-la-Roche, Saint-Vincent-de-Barrès és Sceautres községekkel határos.

## Népesség
A település népessége az elmúlt években az alábbi módon változott:
| Lakosok száma | 438  | 433  | 446  | 432  | 429  | 432  | 433  | 443  | 430  |
|               | 2013 | 2015 | 2016 | 2017 | 2018 | 2019 | 2020 | 2021 | 2022 |